# Berekum Chelsea Football Club
Il Berekum Chelsea Football Club è una società di calcio del Ghana fondata nel 2000 con sede nella città di Sunyani.

## Storia
Il club venne fondato nel 2000 e trasse i colori ed il nome dal sodalizio inglese del Chelsea.

## Palmarès

### Competizioni nazionali
- Ghana Premier League: 1

2010-2011

### Altri piazzamenti
- Ghana Premier League:

Secondo posto: 2012-2013
Terzo posto: 2023-2024